# Усть-Гаревая
У́сть-Гарева́я — село́ Се́нькинского се́льского поселе́ния Добря́нского муниципа́льного райо́на Пе́рмского кра́я. Расположено в 32 км к северу от Перми на реке Кама.

## История
Поселение известно с 1678 г. как «починок На Усть-Гаревой речке». Название получило от устья р. Гаревая. Селом стало в 1869 г., когда здесь была построена Христорождественская деревянная церковь. В нач. 20 в. в селе действовало пароходство И. И. Пирогова. Весной 1929 г. началось строительство кирпичного завода (с 1 нояб. 1962 г. — кирпичный цех Добрянского леспромхоза). В 1930 г. возник колхоз «Красный пахарь», который в 1936 г. был разукрупнен на три сельхозартели, а 6 авг. 1950 г. объединился с коллективным хозяйством «Память Свердлова» (существовал до 14 янв. 1960 г.). Усть-Гаревая являлась центром Усть-Гаревской волости Пермского уезда (с 1860-х гг. 19 в.) и Усть-Гаревского сельского совета (до янв. 2006 г.).

## Население
| 2010 |
| ---- |
| 258  |

## Инфраструктура
- Участковая больница, аптека.
- Учреждения образования представлены основной общеобразовательной школой и детсадом.
- Дом культуры, библиотека (существует с 1909 г.).

## Достопримечательности
- Памятник героям гражданской войны.
- Памятник героям Великой Отечественной войны.

## Археология
- В низовьях реки Чусовой находится палеолитическая стоянка Пещерный Лог, на правом берегу Камского водохранилища западнее посёлка Усть-Гаревая находятся стоянки Ганичата I и Ганичата II[2][3].